# Sacculina oblonga
Sacculina oblonga is een krabbezakjessoort uit de familie van de Sacculinidae. De wetenschappelijke naam van de soort is voor het eerst geldig gepubliceerd in 1999 door Lützen & Yamaguchi.